# Dziura (jaskinia)

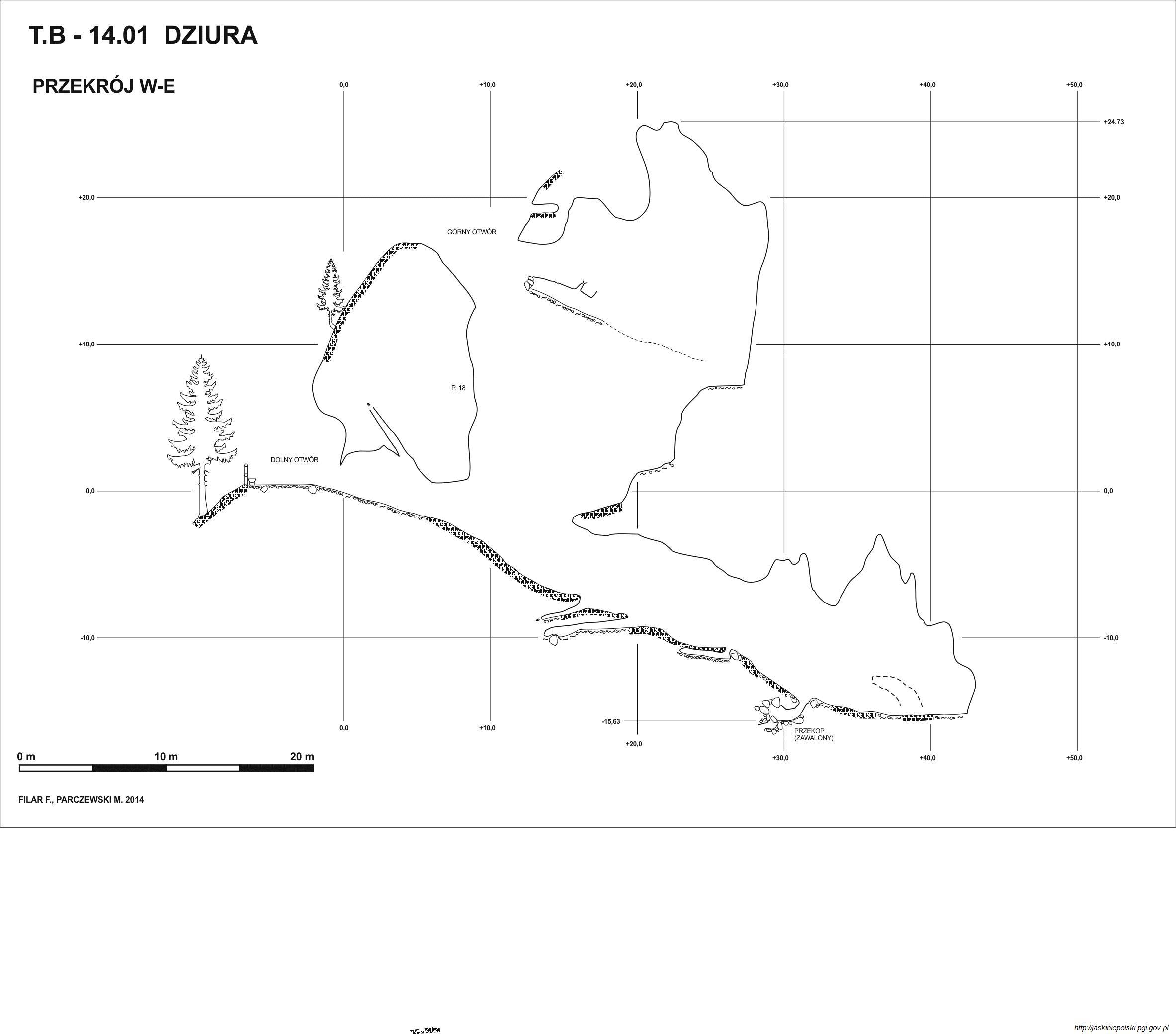
Przekrój jaskini

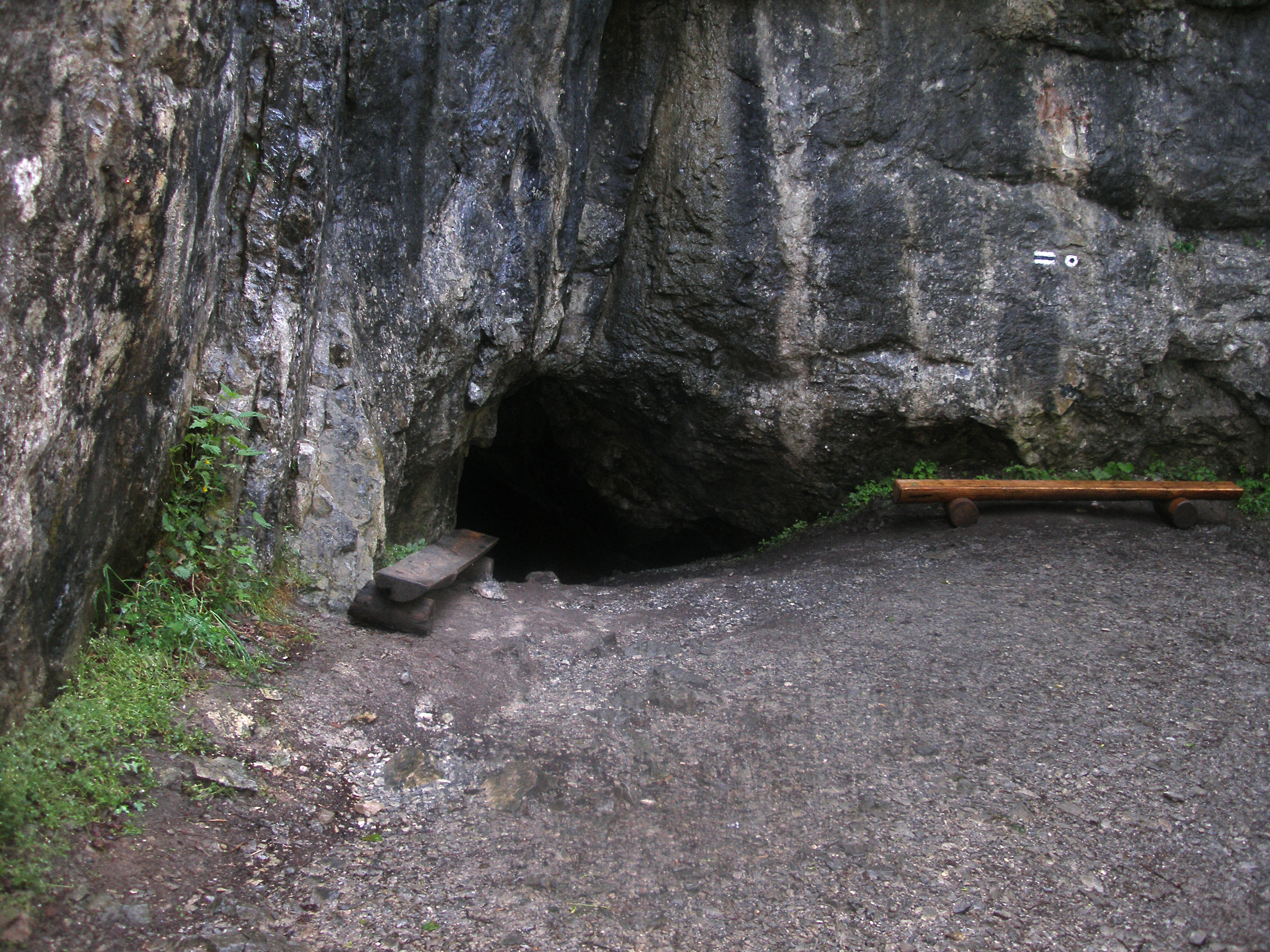
Otwór wejściowy jaskini

Dziura – niewielka jaskinia położona w Tatrach Zachodnich, w Dolinie ku Dziurze. Otwór wejściowy jaskini, o szerokości 3 m i wysokości 2 m, znajduje się u stóp Ściany nad Dziurą, na wysokości 1002 m n.p.m. w grzbiecie Spaleńca (po wschodniej stronie doliny). Do wejścia prowadzi niebieski szlak turystyczny. Jaskinia utworzyła się w skałach wapiennych i składa się z jednej dużej sali, na której końcu w stropie znajduje się drugi otwór, położony na wysokości 1018 m (16 m wyżej od głównego).

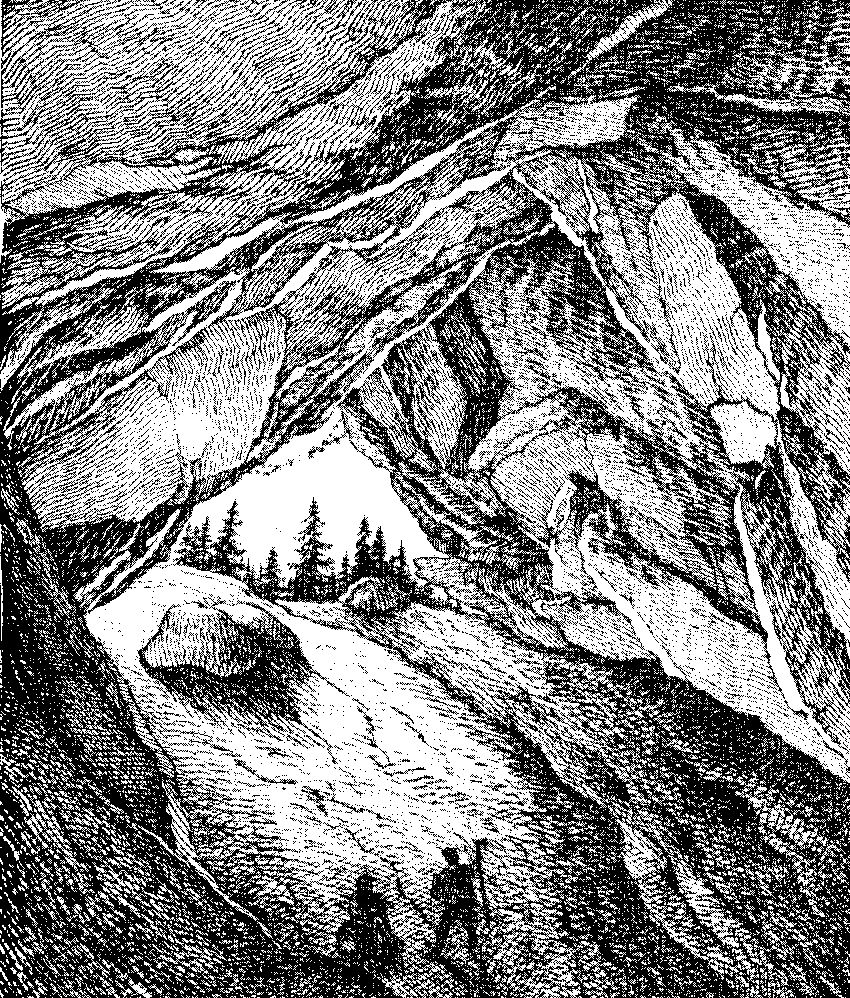
Litografia Macieja Stęczyńskiego z 1851 roku

Dno zasłane jest butwiejącymi liśćmi bukowymi, próchnicą, gliną i gruzem. W jaskini przez całe lato utrzymuje się zimne powietrze, jego temperatura na końcu jaskini waha się od −6 °C w zimie do +4 °C na początku jesieni. We wnętrzu żyją chrząszcze. Jaskinia jest przeznaczona do indywidualnego zwiedzania. Przydatne własne źródło światła.
Dziura znana jest od dawna, była zwiedzana masowo już w pierwszej połowie XIX wieku. Według górali przez jakiś czas ukrywał się w niej ostatni tatrzański zbójnik – Wojtek Mateja. Ciekawa jest geneza jaskini; według badaczy powstała ona w wyniku działania gorących wód głębokiego krążenia.
Między listopadem 2013 a marcem 2014 r. na zlecenie TPN wykonano ponowne pomiary jaskiń udostępnionych turystom, w tym Dziury. Jej długość zmalała z 180,4 do 175 m, a deniwelacja z 43,4 do 40,4 m.

## Szlaki turystyczne
Droga pod Reglami – Dolina ku Dziurze – Jaskinia ku Dziurze. Czas przejścia: 25 min, ↓ 20 min

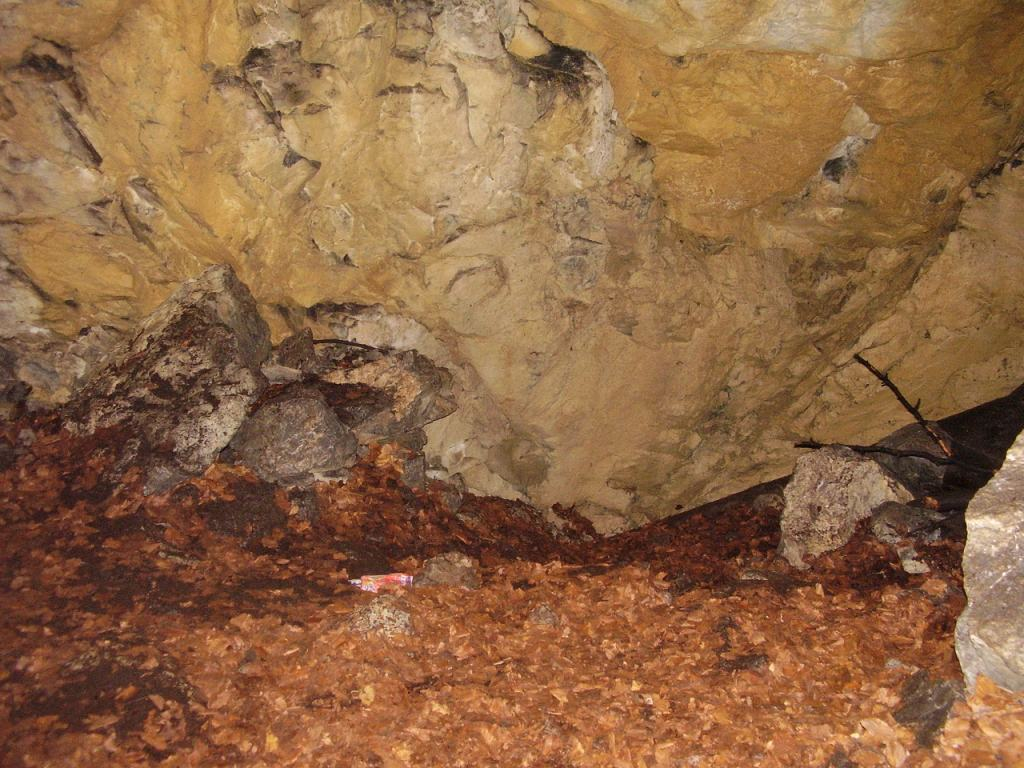
Wnętrze jaskini Dziura – widoczne skały wapienne i butwiejące liście